# Liste der denkmalgeschützten Objekte in Obritzberg-Rust
Die Liste der denkmalgeschützten Objekte in Obritzberg-Rust enthält die 10 denkmalgeschützten, unbeweglichen Objekte der Gemeinde Obritzberg-Rust im niederösterreichischen Bezirk St. Pölten.

## Denkmäler
| Foto |                 | Denkmal                                                                          | Standort                                              | Beschreibung | Metadaten |
| ---- | --------------- | -------------------------------------------------------------------------------- | ----------------------------------------------------- | --- | --- |
| ja   | Datei hochladen | Ortskapelle HERIS-ID: 61434 Objekt-ID: 73849                                     | Fugginger Dorfstraße 28, neben Standort KG: Fugging   | Errichtung 1894, Einweihung 1895, 1896 Glockenweihe                                                                                                 | BDA-Hist.: Q38095932 Status: § 2a Stand der BDA-Liste: 2025-06-30 Name: Ortskapelle GstNr.: 88                                                                |
| ja   | Datei hochladen | Kath. Filialkirche hl. Georg HERIS-ID: 61426 Objekt-ID: 73841                    | Kirchengasse 8, gegenüber Standort KG: Großrust       | Ursprung aus dem 13. Jahrhundert als Wehrkirche, Erweiterung auf den heutigen Stand im 14. und 15. Jahrhundert, bis 1675 von einem Friedhof umgeben | BDA-Hist.: Q38095903 Status: § 2a Stand der BDA-Liste: 2025-06-30 Name: Kath. Filialkirche hl. Georg GstNr.: 136 Filialkirche Großrust                        |
| ja   | Datei hochladen | Kath. Pfarrkirche Mariä Empfängnis und Friedhof HERIS-ID: 33973 Objekt-ID: 31824 | Kremser Straße 10 Standort KG: Hain                   | Gotische dreischiffige, kreuzrippengewölbte Pfeilerbasilika: Langhaus und Turm um 1350, Chor um 1400                                                | BDA-Hist.: Q1512211 Status: § 2a Stand der BDA-Liste: 2025-06-30 Name: Kath. Pfarrkirche Mariä Empfängnis und Friedhof GstNr.: 337 Pfarrkirche Kleinhain      |
| ja   | Datei hochladen | Pfarrhof HERIS-ID: 50021 Objekt-ID: 54488                                        | Kleinhain 8 Standort KG: Hain                         | Pfarrhof aus dem Jahr 1784, erbaut von Maurermeister Josef List in klassizistischem Stil                                                            | BDA-Hist.: Q63986199 Status: § 2a Stand der BDA-Liste: 2025-06-30 Name: Pfarrhof GstNr.: 312                                                                  |
| ja   | Datei hochladen | Fundzone Brunnfeld HERIS-ID: 58384 Objekt-ID: 69052                              | Brunnfeld Standort KG: Obritzberg                     | Die zwei spätjungsteinzeitlichen Siedlungsgruben (Lengyel-Kultur) wurden 1955 und 1956 freigelegt.                                                  | BDA-Hist.: Q38082935 Status: Bescheid Stand der BDA-Liste: 2025-06-30 Name: Fundzone Brunnfeld GstNr.: 258/11, 265                                            |
| ja   | Datei hochladen | Pfarrhof HERIS-ID: 78235 Objekt-ID: 91893                                        | Am Kirchenberg 1 Standort KG: Obritzberg              | Baubeginn zwischen 1600 und 1624, teilweise Zerstörung 1683, Um- und Zubau 1830 und 1870–71, Zerstörung 1945 (Brandbomben), danach Wiedererrichtung | BDA-Hist.: Q38151729 Status: § 2a Stand der BDA-Liste: 2025-06-30 Name: Pfarrhof GstNr.: .2                                                                   |
| ja   | Datei hochladen | Kath. Pfarrkirche hl. Laurenz und Friedhof HERIS-ID: 50352 Objekt-ID: 55232      | Am Kirchenberg 1, bei Standort KG: Obritzberg         | Erster Kirchenbau um 955, Presbyterium um 1498, heutiges Kirchenschiff aus der 1. Hälfte des 18. Jahrhunderts.                                      | BDA-Hist.: Q2082874 Status: § 2a Stand der BDA-Liste: 2025-06-30 Name: Kath. Pfarrkirche hl. Laurenz und Friedhof GstNr.: .1, 84, 89/1 Pfarrkirche Obritzberg |
| ja   | Datei hochladen | Freiheitsstein HERIS-ID: 61427 Objekt-ID: 73842                                  | Standort KG: Obritzberg                               | Der Freiheitsstein aus dem Jahr 1148 erinnert an die Übertragung der kleinen Gerichtsbarkeit durch Heinrich II. „Jasomirgott“.                      | BDA-Hist.: Q806905 Status: § 2a Stand der BDA-Liste: 2025-06-30 Name: Freiheitsstein GstNr.: 69/1                                                             |
| ja   | Datei hochladen | Bildstock HERIS-ID: 61429 Objekt-ID: 73844                                       | Am Kirchenberg 2, in der Nähe Standort KG: Obritzberg | Zu Ehren der Dreifaltigkeit, nach den Türken (1683) wütete die Pest - als Pestmarterl errichtet                                                     | BDA-Hist.: Q38095922 Status: § 2a Stand der BDA-Liste: 2025-06-30 Name: Bildstock GstNr.: 278/1                                                               |
| ja   | Datei hochladen | Hausberg Zagging HERIS-ID: 63911 Objekt-ID: 76601                                | Schlossberg Standort KG: Zagging                      | Burgstall der ehemaligen Burg und des Schlosses Zagging - alle Gebäude geschleift, Wassergraben teilweise erhalten                                  | BDA-Hist.: Q2244299 Status: Bescheid Stand der BDA-Liste: 2025-06-30 Name: Hausberg Zagging GstNr.: 43, 44, 45 Schloss Zagging                                |